# Дом Ратнера (Одесса)
Дом Ратнера в Одессе — объект культурного наследия г. Одессы. Адрес — Садовая ул., д. 18

## Описание
Двухэтажный дом с полуподвалом и чердаком. На доме сохранились резные балки над въездными воротами во двор дома. Во дворе дома сохранилась металлическая лестница, ведущая на крышу.

## История
Доходный дом построен в 1894 г. архитектором и гражданским инженером Маврикием Германовичем Рейнгерцем. В архитектуре сочетаются ордерные построения с богатой скульптурной отделкой.
Владелец дома точно неизвестен. Краевед Валерий Нетребский считает  первоначальным владельцем был Шлемо Шпунга.
В официальном списке памятников архитектуры по адресу Садовая, 18 указан доходный дом Ратнера, он же — дом Рокко. Вместе с тем последнему, носившему фамилию Де Рокко, принадлежал и соседний дом № 20.

## Память
Памятник архитектуры местного значения с 1991 г. — по решению Одесского облисполкома № 580 от 27.12.1991.
В настоящее время — жилой дом с торговыми помещениями.